# マルセイユ特急
『マルセイユ特急』（マルセイユとっきゅう、The Marseille Contract）は1974年に公開されたイギリス・フランス合作の映画。監督はロバート・パリッシュ。主演はマイケル・ケイン、アンソニー・クイン、ジェームズ・メイソン。

## キャスト
※括弧内は日本語吹替（初回放送1978年1月15日『日曜洋画劇場』）
- ジョン・ドレー：マイケル・ケイン（羽佐間道夫）
- スティーブ・ベンチュラ：アンソニー・クイン（小松方正）
- ジャック・ブリザール：ジェームズ・メイソン（巖金四郎）
- ブリアク警部：モーリス・ロネ
- リタ：アレクサンドラ・スチュワルト